# Walk on Water
《Walk on Water》是香港歌手鄧紫棋於2019年10月20日發行的歌曲，為個人第七張專輯《摩天動物園》的其中一首歌曲，同時被選為電影《未來戰士：黑暗命運》中文版主題曲。

## 創作背景
|             | 從曾經我面對著讓人絕望的網絡霸凌、或者陷入情緒化飲食偶爾暴飲暴食偶爾滴水不沾、或工作上受到的一些不合理不被尊重甚至不公義的事情⋯⋯這一切的經歷都挑戰了我的信心，卻讓我變得更堅定。 |
| ——GEM鄧紫棋 | |

《WALK ON WATER》是一首激勵人心的歌曲，鼓勵大家在逆境裡不要放棄。這首歌的創作靈感來自於世界上一種叫「耶穌蜥蜴」的動物，牠們在危難之時，可以行走於水面上逃生。《WALK ON WATER》正是借此寓意：在經歷困難、面臨風浪的時刻，不服輸、不後退，懷著信心去突破自我。

## 製作名單
名單來源：歌曲《WALK ON WATER》MV
- 鄧紫棋 – 人聲、詞曲創作、製作人、和音
- T-Ma 馬敬恆 – 製作人、編曲

## 商業表現
歌曲在QQ音樂香港地區榜連續四週獲得冠軍，在QQ音樂影視金曲榜則獲得連續兩週一位，而在中国公告牌社交音樂榜則獲得第四十四週冠軍。

## 榜單表現
| 榜單                     | 最高排名 |
| ------------------------ | -------- |
| 中國大陸QQ音樂巔峰人氣榜 | 4        |
| 中國大陸酷我音樂新歌榜   | 6        |

| 榜單                     | 最高排名 |
| ------------------------ | -------- |
| 香港新城電台本地榜       | 2        |
| 中國大陸QQ音樂影視金曲榜 | 1        |
| 中國大陸QQ音樂香港地區榜 | 1        |
| 中國大陸公告牌社交音樂榜 | 1        |